# Девственно чистая память
«Девственно чистая память» (англ. Clean Slate) — американский художественный фильм в жанре кинокомедии, поставленный режиссёром Миком Джексоном. Американской ассоциацией кинокомпаний (MPAA) фильму был присвоен прокатный рейтинг PG-13. Фильм вышел в прокат в США 6 мая 1994 года с и был показан в 1457 кинотеатрах.
Фильм был впервые выпущен на видео в Аргентине, Великобритании и Соединённых Штатах в марте 1995 года. Был выпущен в формате DVD 8 октября 2002 года.

## Сюжет
Частный детектив Морис Пог болен редкой болезнью — корсаковским синдромом. Поутру он забывает, что делал накануне, кто он и что он. Поэтому ему приходится записывать перед сном на диктофон напоминание о расследованиях дня минувшего и прочие биографические данные. Этой способностью забывчивого сыщика пытаются воспользоваться преступники, в деле над которыми сам Морис выступает свидетелем.

## В ролях
| Актёр            | Роль                 |
| ---------------- | -------------------- |
| Дэна Карви       | Морис Пог            |
| Валерия Голино   | Сара Новак/Бет Холли |
| Джейн Брук       | Паула                |
| Оливия д’Або     | Джуди                |
| Майкл Гэмбон     | Филипп Корнелл       |
| Джеймс Эрл Джонс | Джон Долби           |
| Майкл Монкс      | лейтенант Уиллис     |
| Кевин Поллак     | Дональд Розенхайм    |
| Вито Руджинис    | Хендрикс             |

## Отзывы
Фильм получил в основном негативные отзывы кинокритиков. На сайте-агрегаторе Rotten Tomatoes положительными оказались 19 % рецензий на основе 16 отзывов. На сайте AllMovie фильм получил 1,5 звезды из 5.